# 新潟県立安田高等学校
新潟県立安田高等学校（にいがたけんりつやすだこうとうがっこう）は、新潟県阿賀野市寺社に存在した県立高等学校。新潟県立阿賀野高等学校の設立により2005年度（平成17年度）以降募集を停止し、2007年（平成19年）3月に閉校した。

## 沿革

### 概要
旧安田町域には新潟県立水原高等学校の安田分校が存在したが、安田高校の新設により、水原高校安田分校は閉校となった。その後再び水原高校との統合によって阿賀野高校が設立され、2007年（平成19年）3月に30年の歴史に幕を下ろした。

### 年表
- 1977年4月1日 安田中学校の校地内に新潟県立安田高等学校が新設開校
- 1977年11月1日 創立記念式典を挙行（創立記念日）
- 1978年3月31日 校舎新築第一期工事竣工により現在地へ移転完了
- 2005年4月1日 新潟県立水原高等学校との統合により新潟県立阿賀野高等学校が設立され、安田高校は当年度より募集停止
- 2007年3月 閉校

## 教育目標
- 広い視野と自立の精神を培い、生きがいを感じながらたくましく努力する人間をつくる。
- 人を愛し自然をいつくしむ心を育て、知・情・意・体・技の発達の調和と統一をめざす。

## 交通
- 新潟交通バス安田線 大曲・上寺社各バス停より徒歩5分